# Lukáš Pauschek
Lukáš Pauschek (Bratislava, 9 de diciembre de 1992) es un futbolista eslovaco que juega de defensa en el MFK Zemplín Michalovce de la Superliga de Eslovaquia.

## Trayectoria

### Slovan Bratislava
En 2019 fichó por el Š. K. Slovan Bratislava procedente del F. K. Mladá Boleslav. Volvió a la que fue su casa y al club que le hizo debutar.

## Selección nacional
El 6 de agosto de 2012 fue convocado con la selección absoluta por primera vez para el partido amistoso contra Dinamarca el 15 de agosto de 2012. Hizo su debut internacional en el partido comenzando como titular. 

## Clubes
| Club                    | País            | Año       |
| ----------------------- | --------------- | --------- |
| Š. K. Slovan Bratislava | Eslovaquia      | 2011-2013 |
| A. C. Sparta Praga      | República Checa | 2013-2015 |
| Bohemians 1905 (cedido) | República Checa | 2014-2015 |
| F. K. Mladá Boleslav    | República Checa | 2016-2018 |
| Š. K. Slovan Bratislava | Eslovaquia      | 2019-2025 |
| MFK Zemplín Michalovce  | Eslovaquia      | 2025-     |

## Palmarés

### Títulos nacionales
| Título                  | Club                    | País       | Año  |
| ----------------------- | ----------------------- | ---------- | ---- |
| Copa de Eslovaquia      | Š. K. Slovan Bratislava | Eslovaquia | 2011 |
| Superliga de Eslovaquia | Š. K. Slovan Bratislava | Eslovaquia | 2011 |
| Copa de Eslovaquia      | Š. K. Slovan Bratislava | Eslovaquia | 2013 |
| Superliga de Eslovaquia | Š. K. Slovan Bratislava | Eslovaquia | 2013 |
| Superliga de Eslovaquia | Š. K. Slovan Bratislava | Eslovaquia | 2020 |
| Copa de Eslovaquia      | Š. K. Slovan Bratislava | Eslovaquia | 2020 |
| Superliga de Eslovaquia | Š. K. Slovan Bratislava | Eslovaquia | 2021 |
| Copa de Eslovaquia      | Š. K. Slovan Bratislava | Eslovaquia | 2021 |
| Superliga de Eslovaquia | Š. K. Slovan Bratislava | Eslovaquia | 2022 |
| Superliga de Eslovaquia | Š. K. Slovan Bratislava | Eslovaquia | 2023 |
| Superliga de Eslovaquia | Š. K. Slovan Bratislava | Eslovaquia | 2024 |
| Superliga de Eslovaquia | Š. K. Slovan Bratislava | Eslovaquia | 2025 |